# Jamphel Gyatso
Jamphel Gyatso var den åttonde inkarnationen av Dalai Lama i Gelug-skolan i den tibetanska buddhismen.
En rad underverk rapporterades i Jamphel Gyatsos hemby vid tiden för hans födelse och den nyfödde pojken skall också haft för vana att inta meditationsställning, varför den sjätte Panchen Lama proklamerade att Jamphel Gyatso var den nye Dalai Lama. Vid två och ett halvt års ålder fördes Jamphel Gyatso högtidligt till Trashi Lümpo-palatset i Shigatse, där han erkändes som den åttonde Dalai Lama. Under större delen av hans tid som Dalai Lama utövades den politiska makten genom regenter.
1788 utbröt en konflikt mellan Tibet och Nepal och två år senare invaderade gurkha-trupper Tibet och erövrade flera tibetanska provinser. Shigatse och Trashi Lümpo-palatset plundrades, men 1791 drev Qing-styrkor gurkha-trupperna ut ur Tibet och 1796 slöts ett fredsfördrag.